# Томаш Прилінський
Томаш Прилінський (пол. Tomasz Pryliński, 24 серпня 1847, Варшава — 15 листопада 1895, Талькірхен) — польський архітектор.

## Біографія
Народився 24 серпня 1847 року у Варшаві, в сім'ї адвоката Томаша Прилінського і Людвіки з Ястшембських. Там само навчався у філологічній гімназії. У 8-річному віці втратив батька (пізніше матір вдруге вийшла заміж за Штольцмана). Напередодні повстання 1862 року певний час перебував під арештом, після чого змушений продовжити навчання в підготовчій школі в Мюнхені. Здобував освіту у Вищій технічній школі Мюнхена (1864–1866), а згодом у політехніці Цюріха (1866–1869), де здобув ступінь інженера-архітектора. Захопився питаннями меліорації. Відвідав у цих справах Бельгію. 1870 року обійняв посаду інженера в Товаристві рільничому в Кракові. Того ж року здійснив подорож до Парижа, Дрездена та Італії (переважно перебував у Мілані). Повернувся до Кракова, де від 1873 року працював у Банку парцеляції і будівництва. Зять засновника страхового товариства «Флоріанка» Генрика Кешковського. Протягом близько двох років провадив власне архітектурно-будівельне бюро спільно з Тадеушем Стриєнським. 1883 входив до редакційного комітету львівського журналу «Czasopismo Techniczne». Помер 15 листопада 1895 в Талькірхен (нині дільниця Мюнхена). Похований на Раковицькому цвинтарі в родинному гробівці, поле IX. У костелі Святого Хреста у Кракові розміщено епітафію Прилінського.
Роботи
- Реставрація будинку № 25 для Галицького банку на Головному ринку в Кракові (1872).
- Реставрація костелу візиток у Кракові (1875–1876).
- Реставрація Сукенниць у Кракові (1875–1879).
- Реставрація єпископського палацу на вулиці Францисканській, 3 у Кракові (1881–1884).
- Перебудова дому страхового товариства «Флоріанка» на вулиці Баштовій, 6 у Кракові (1879–1886 спільно з Тадеушем Стриєнським).
- Будинок притулку Гельцлів у Кракові (1884–1890).
- Проєкт театру у Кракові, виконаний 1888 року у співавторстві з Германом Гельмером і Фердинандом Фельнером. Здобув перше місце на конкурсі, однак не був прийнятий до реалізації.[5]
- Військове казино на вулиці Зиблікевича, 1 (1890).
- Проєкт прибуткового дому у Львові (бл. 1892); невідомо, чи був реалізований і де саме.
- Обміри королівського замку на Вавелі (бл. 1894).
- Павільйон Окоцімського бровару на Крайовій виставці 1894 року у Львові. Будівництво вели Якуб Баллабан і Володимир Підгородецький.[6]
- Нереалізований проект реставрації замкової вежі в Ойцуві (1894).[7]
- Житловий будинок на розі вулиць Баштової і Кроводерської у Кракові.
- Житловий будинок на вулиці Баштовій, 3 у Кракові.
- Перебудова дому Яна Матейка на вулиці Флоріанській, 41 у Кракові.
- Реставрація греко-католицького кафедрального собору в Перемишлі, а також головного вівтаря там само (1880-ті).[8]
- Консервація й адаптаційні роботи в латинському соборі в Перемишлі (1883—1885, зокрема, реконструкція готичних презбітерію і захристя, відновлення екстер'єру тощо[9])
- Два будинки в Криниці.
- Фасад парафіяльного костелу у Вадовицях.
- Саркофаг Юзефа Крашевського у крипті на Скалці.
- Надгробна плита Яна Гетца в парафіяльному костелі в Окоцімі.
- Епітафія в Луціана Ридля в костелі св. Анни у Кракові.
- Будівництво монастиря уршулянок на вулиці Старовісльній у Кракові. Під керівництвом Прилінського працював архітектор Раймунд Меус.[10]